# Thomas Bateson
Thomas Bateson, també, Batson o Betson (Comtat de Cheshire, 1570 - Dublín, 1630) fou un compositor anglès.
De 1599 a1609 va ser organista a la catedral de Chester. Fou el primer a obtenir un títol de música al Trinity College de Dublín, la ciutat on va fer la seva carrera. És conegut per haver compost la música d'església dels quals només l'himne «Sant, Senyor Déu Totpoderós» va sobreviure, però sobretot pels seus llibres de madrigals publicat a Londres el 1604 i 1618 (58 peces conegudes). Primerament els texts dels madrigals eren originals i després va fer servir texts traduïts a l'anglès però musicats a la manera italiana.